# Bom Retiro (Ipatinga)
Bom Retiro é um bairro do município brasileiro de Ipatinga, no interior do estado de Minas Gerais. Localiza-se no distrito-sede, estando situado na Regional II. Segundo o censo demográfico de 2022, realizado pelo Instituto Brasileiro de Geografia e Estatística (IBGE), sua população era de 3 904 habitantes e havia 1 547 domicílios particulares permanentes ocupados. Possui área de 1,1 km² conforme a prefeitura.
De acordo com o IBGE, em 2010 a população era de 4 214 habitantes e havia 1 369 domicílios particulares.

## História

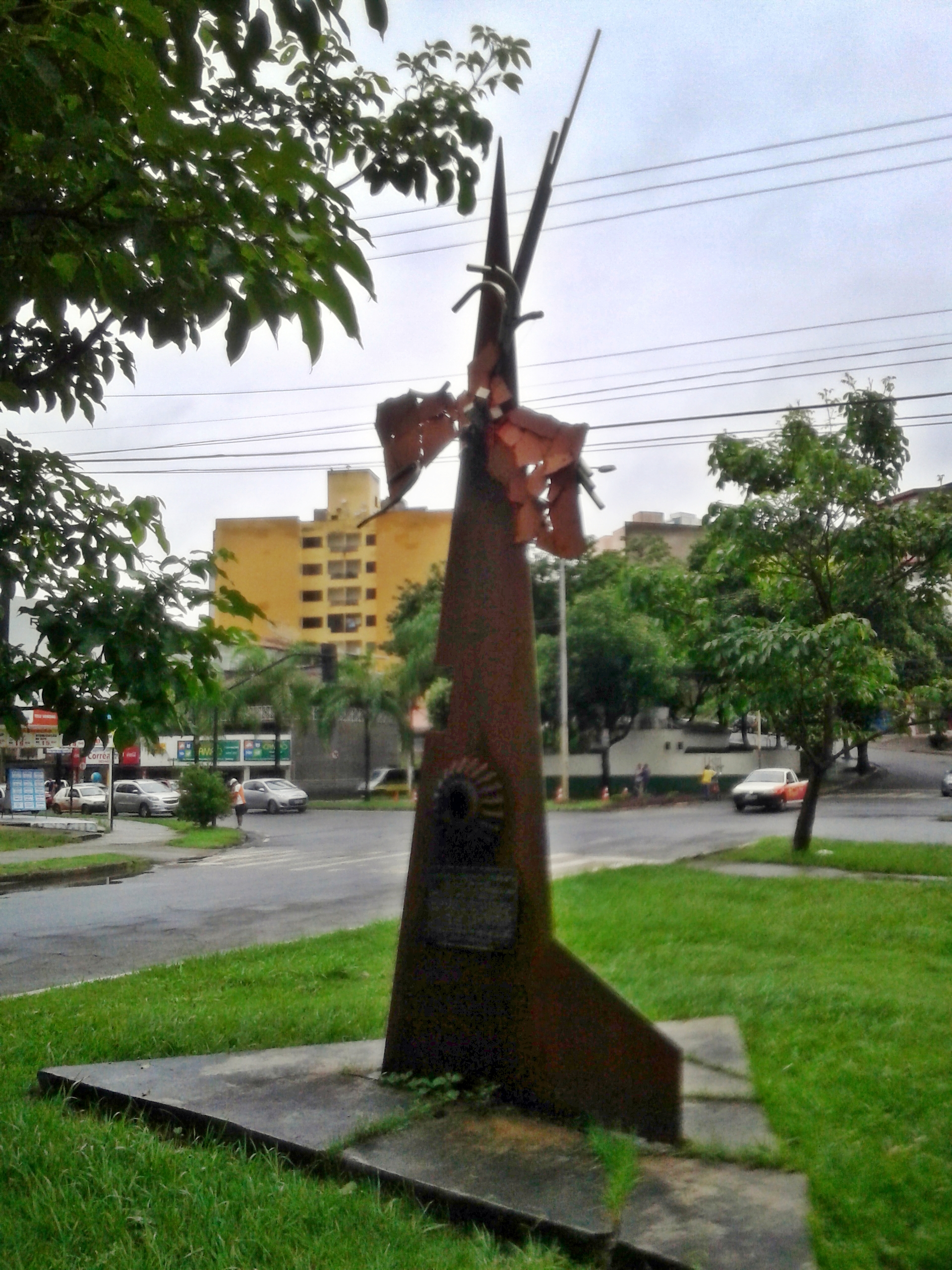
Monumento "7 de Outubro", em referência ao Massacre de Ipatinga, na Avenida Pero Vaz de Caminha.

O bairro foi construído como parte do primeiro plano urbanístico da atual cidade, então chamada de Vila Operária, projetado pelo arquiteto Raphael Hardy Filho e destinado aos trabalhadores da Usiminas. A primeira fase da construção do conjunto ocorreu entre 1953 e 1962. Foi um dos primeiros bairros planejados a serem ocupados, sendo destinado aos operários especializados. Foi implantado perto da margem do rio Piracicaba com quadras retangulares e alongadas e passeios largos, com alguns culs-de-sac.
Foi construído em uma área com pouca variação de relevo e suas ruas levam nomes de personalidades históricas, como Fernando de Noronha, Pero Vaz de Caminha, Dom Manuel e São Tomé. É vizinho do núcleo industrial da Usiminas, sendo onde também foram construídos alguns dos acessos ao núcleo industrial e um supermercado da Cooperativa de Consumo dos Empregados da Usiminas (Consul), como parte do conjunto planejado.
Em uma área de morro ao lado foi implantado o vizinho Imbaúbas (antigo Areal), como resultado da expansão da Vila Operária. Era comum os moradores dividirem o bairro em "Bom Retiro Norte", "Bom Retiro Centro", "Bom Retiro Leste" e "Bom Retiro Oeste", este correspondente ao atual bairro Imbaúbas e que na verdade está ao sul geográfico do Bom Retiro.
Na década de 2010 houve a multiplicação dos prédios residenciais, situação que foi repudiada pelos moradores mais antigos, devido aos impactos no entorno. Entretanto, tornou-se um bairro valorizado pelo setor imobiliário. Começaram a surgir empreendimentos com mais de 20 andares, como o Alta Vista (21 andares, entregue em 2019) e o Bom Retiro Tower (25 andares, lançado em 2025). Em janeiro de 2025, a prefeitura anunciou planos de revitalizar o bairro, em resposta à ocupação das calçadas das vias principais por bares, restaurantes e comércio.

## Descrição
Embora tenha sido planejado como um bairro residencial, o Bom Retiro integra um eixo de considerável articulação econômica, com presença marcante de estabelecimentos comerciais e de serviços, instituições bancárias, instituições de ensino e unidades de saúde que atraem consumidores de toda a Região Metropolitana do Vale do Aço. Assim, consolidou-se como uma centralidade metropolitana, em meio a um eixo que também engloba o vizinho Horto.
O movimento comercial está concentrado na Avenida Fernando de Noronha. Além disso, o bairro possui uma vida noturna ativa, com presença considerável de lanchonetes, bares e restaurantes. O Bom Retiro conta também com um clube recreativo, o Industrial, e é onde fica a unidade 2 do Hospital Márcio Cunha. A Igreja Nossa Senhora da Conceição representa a sede da comunidade católica local, que está subordinada à Paróquia Nossa Senhora da Esperança.